# Tâm lý học tích cực
Tâm lý học tích cực là "nghiên cứu khoa học về những gì làm cho cuộc sống đáng sống nhất", hay "nghiên cứu khoa học về hoạt động tích cực của con người và phát triển mạnh trên nhiều cấp độ bao gồm các khía cạnh sinh học, cá nhân, quan hệ, thể chế, văn hóa và khía cạnh toàn cầu của cuộc sống". Tâm lý học tích cực liên quan đến giá trị chân thật, "cuộc sống tốt đẹp", sự phản ánh về những gì có giá trị lớn nhất trong cuộc sống – các yếu tố đóng góp nhiều nhất cho cuộc sống trở nên tốt đẹp và trọn vẹn.
Tâm lý học tích cực bắt đầu như một lĩnh vực tâm lý mới vào năm 1998 khi Martin Seligman chọn nó làm chủ đề cho nhiệm kỳ của ông với tư cách là chủ tịch Hiệp hội Tâm lý học Hoa Kỳ. Mihaly Csikszentmihalyi, Christopher Peterson và Barbara Fredrickson được coi là đồng khởi xướng cho sự phát triển này. Nó là một phản ứng chống lại phân tâm học và chủ nghĩa hành vi, khi đã tập trung vào "bệnh tâm thần", nhấn mạnh đến hành vi không thích nghi và suy nghĩ tiêu cực. Nó tiếp tục xây dựng phong trào nhân văn, khuyến khích việc nhấn mạnh vào hạnh phúc, khỏe mạnh, và tích cực, đặt nền tảng cho những gì mà bây giờ được gọi là tâm lý học tích cực.
Các lý thuyết hướng dẫn là lý thuyết dòng chảy của Seligman, P.E.R.M.A., và lý thuyết dòng chảy của Csikszentmihalyi, trong khi Seligman và Peterson's Strength Strengths và Virtues là một đóng góp lớn cho nghiên cứu phương pháp luận về tâm lý tích cực.
Các nhà tâm lý học tích cực đã đề xuất một số cách để nuôi dưỡng hạnh phúc cá nhân. Mối quan hệ xã hội với vợ/chồng, gia đình, bạn bè, và mạng lưới rộng hơn thông qua công việc, các câu lạc bộ hoặc tổ chức xã hội có tầm quan trọng đặc biệt, trong khi tập thể dục và thực hành thiền định cũng góp phần vào hạnh phúc. Hạnh phúc có thể tăng khi thu nhập tài chính tài, mặc dù có thể không phải vậy hoặc thậm chí giảm khi không có sự tăng lên số tiền kiếm được